# Reinhold Wischnowsky
Reinhold Wischnowsky (* 10. Oktober 1938) ist ein ehemaliger deutscher Fußballspieler, der in den Jahren 1963 bis 1966 für den Karlsruher SC in der Fußball-Bundesliga 46 Spiele absolviert und dabei ein Tor erzielt hat.

## Laufbahn

### Anfänge im Westen, bis 1959
Im Fürstenbergstadion von STV Horst-Emscher begann die Laufbahn des talentierten Nachwuchsfußballers Reinhold Wischnowsky. Das Talent des Stürmers ragte weit über den Durchschnitt hinaus und so wurde er in den Jahren 1956 und 1957 in die DFB-Jugendnationalmannschaft berufen. Im FIFA-Turnier 1956 in Ungarn stürmte er in zwei Spielen an der Seite von Manfred Berz und Werner Olk. Im Jahr darauf, 1957, wurde das jetzt von der UEFA veranstaltete Turnier in Spanien ausgetragen. Alle drei Gruppenspiele gegen Ungarn, Polen und Spanien endeten unentschieden und das Talent von den „Emscher Husaren“ war jeweils als Mittelstürmer im Einsatz gewesen. Mannschaftskameraden in Spanien waren Fritz Kosar, Fritz Pott, Karl-Heinz Schnellinger, Winfried Mittrowski, Egon Horst, Günter Herrmann, Johann Sabath und Siegfried Gast. Insgesamt bestritt Wischnowsky in der DFB-Jugend sechs Länderspiele.
Seine Anfänge im Seniorenbereich bei den Schwarz-Blauen fielen nicht in die Glanzzeiten der Husaren-Legenden Heinz Flotho, Alfred Kelbassa, Bernhard Klodt und Kurt Sahm. Zwar errang Horst-Emscher in der Saison 1957/58 mit seiner Nachwuchshoffnung die Meisterschaft in der 2. Liga West und damit gemeinsam mit Borussia Mönchengladbach der Aufstieg in die Oberliga West, aber im westdeutschen Fußball-Oberhaus reichten die finanziellen wie auch sportlichen Grundlagen nicht aus. STV Horst-Emscher belegte 1958/59 den 16. Rang und stieg sofort wieder in die 2. Liga ab. Reinhold Wischnowsky bestritt 24 Spiele und wurde mit seinen neun Treffern Torschützenkönig der Mannschaft um die Leistungsträger Friedhelm Niggemeier und Günther Schwertfeger.
In der Meisterrunde 1957/58 in der 2. Liga absolvierte Wischnowsky am 26. Februar 1958 in Wuppertal beim Spiel der U 23 des DFB gegen Belgien ein Länderspiel. Beim 4:1-Erfolg bildete er auf Rechtsaußen zusammen mit Mittelstürmer Uwe Seeler und Linksaußen Hans Cieslarczyk die deutschen Angriffsspitzen und erzielte einen Treffer. Zur Runde 1959/60 wechselte er in die Oberliga Süd und unterschrieb beim Karlsruher SC einen neuen Vertrag.

### Karlsruher SC, 1959 bis 1966
Am ersten Spieltag der Runde 1959/60, am 23. August 1959, debütierte der Mann aus Horst-Emscher in der Oberliga Süd. Der KSC verlor das Startspiel mit 2:3 Toren beim SSV Reutlingen 05. Dem neuen Angreifer gelang in der siebten Minute der zwischenzeitliche 1:1-Ausgleichstreffer gegen das von Karl Bögelein gehütete SSV-Gehäuse. Mit Willy Reitgaßl, Klaus Matischak, Heinz Schmitt und Friedel Späth bildete er dabei den Angriff der vom neuen KSC-Trainer Eduard Frühwirth betreuten Wildparkelf. Am Rundenende feierte Wischnowsky nach 28 Einsätzen mit 13 Toren mit dem Karlsruher SC – vor Kickers Offenbach und Eintracht Frankfurt – die Meisterschaft in der Oberliga Süd. Mit Reitgaßl teilte er sich die KSC-interne Torschützenkrone. In der Endrunde um die deutsche Fußballmeisterschaft bestritt er gegen Westfalia Herne, Hamburger SV und Borussia Neunkirchen drei Spiele. Am 30. Juli 1960 gewann Wischnowsky mit Karlsruhe in Mannheim gegen Eintracht Frankfurt mit einem 2:1-Erfolg den süddeutschen Pokal. Er erzielte dabei als Mittelstürmer einen Treffer. Im DFB-Pokal 1959/60 stand er auch im Team, das am 21. September 1960 in Karlsruhe im Halbfinalwiederholungsspiel den FK Pirmasens mit 2:0 besiegte und damit in das Finale einzog. Am 5. Oktober fehlte er aber verletzungsbedingt bei der 2:3-Niederlage gegen Borussia Mönchengladbach. Als der Titelverteidiger im Süden in der Runde 1960/61 hinter dem 1. FC Nürnberg und Eintracht Frankfurt auf dem dritten Rang einkam, hatte Wischnowsky in 27 Spielen zehn Treffer erzielt. Am 23. August 1961 war er auch bei der 2:3-Niederlage nach Verlängerung im Halbfinale des DFB-Pokal 1960/61 bei Werder Bremen als Mittelstürmer der Badener aktiv. Reinhold Wischnowsky kam von 1959 bis 1963 für den KSC in der Oberliga Süd auf 101 Einsätze und erzielte dabei 32 Tore.
Am zweiten Spieltag der neuen Fußball-Bundesliga, am 31. August 1963, debütierte er in dieser Liga. Der KSC verlor mit 0:4 Toren beim 1. FC Köln. Die Karlsruher konnten nicht den Übergang von der regionalen Oberliga zur Konzentration Bundesliga vollziehen und kämpften jedes Jahr um den Klassenerhalt. Der Stürmer Wischnowsky rückte auf die rechte Außenläuferposition und beendete als rechter Verteidiger am 8. Januar 1966 beim 3:0-Heimsieg gegen Tasmania 1900 Berlin seine Bundesligakarriere. Von 1963 bis 1966 hatte er 46 Einsätze absolviert und dabei ein Tor erzielt. Zur Runde 1966/67 unterschrieb er beim SC Viktoria Köln in der Regionalliga West einen neuen Vertrag und wechselte wieder in seine westdeutsche Heimat zurück.

### Wieder im Westen, ab 1966
Bei den Mannen von der „Schäl Sick“ im Höhenberger Sportpark in Köln bestritt Reinhold Wischnowsky von 1966 bis 1969 in drei Spielzeiten 82 Spiele und erzielte dabei 16 Tore. Spielerkollegen wie Paul Alger, Gero Bisanz, Werner Maes, Dieter Nasdalla, Karl-Heinz Ripkens, Toni Schumacher, Hans Sturm und die Trainer Günther Klemm und Eduard Frühwirth begleiteten diese drei Runden. Mehr wie Mittelfeldplätze kamen aber dabei nicht heraus. Beim SV Rath-Heumar beendete Wischnowsky im Amateurlager seine Laufbahn.